# خادجيمورات قاتسالاف
خادجيمورات خارومافيتش قاتسالاف (بالروسية: Хаджимурат Харумович Гацалов) (20 أكتوبر 1954 —) ناشط ديني روسي وشخصية عامة، ومفتي، ورئيس «الإدارة الروحية لمسلمي جمهورية أوسيتيا الشمالية - ألانيا». وهو ينتمي للأوسيتيون قومياً.